# Uppington
Uppington – wieś w Anglii, w hrabstwie Shropshire, w dystrykcie (unitary authority) Shropshire. Leży 26 km na południowy wschód od miasta Shrewsbury i 203 km na północny zachód od Londynu. W 1961 roku civil parish liczyła 86 mieszkańców. Uppington jest wspomniana w Domesday Book (1086) jako Opetone.